# Jacob Schrot
Jacob Schrot (* 30. Juni 1990 in Brandenburg an der Havel) ist ein deutscher politischer Beamter und seit 2025 Leiter des Kanzerbüros im Bundeskanzleramt in Berlin. Er gilt als einer der engsten Berater des deutschen Bundeskanzlers, Friedrich Merz.

## Leben
2009 gewann Schrot die ZDF-Sendung Ich kann Kanzler! Er absolvierte sein Abitur am Von Saldern-Gymnasium Europaschule mit 1,8. Von 2009 bis 2013 studierte er Politik- und Kommunikationswissenschaft an der Technischen Universität Dresden. Während dieser Zeit war er an der American University. Im Anschluss machte er 2016 einen Master of Arts an der Freien Universität Berlin, der Humboldt-Universität zu Berlin und der University of North Carolina at Chapel Hill.
Von 2016 bis 2019 war Schrot Mitarbeiter des CDU-Abgeordneten Stephan Harbarth. Im Anschluss war er zwei Jahre im Bundeskanzleramt im Bereich Außenpolitik tätig. 2021 und 2022 war er Persönlicher Assistent von CDU-Parteichef Armin Laschet. Im März 2022 wurde er Büroleiter von Fraktionschef Friedrich Merz.
Schrot gründete die Initiative junge Transatlantiker und ist mittlerweile Ehrenvorsitzender.
Mit dem Antritt der Regierung Merz wurde Schrot Leiter des Kanzlerbüros, das unter Olaf Scholz von Jeanette Schwamberger, unter Angela Merkel von Beate Baumann und unter Gerhard Schröder von Sigrid Kampitz geleitet wurde. Außerdem wurde er Leiter der Stabsstelle für den Aufbau eines Nationalen Sicherheitsrates im Bundeskanzleramt.